# Recifes Minerva

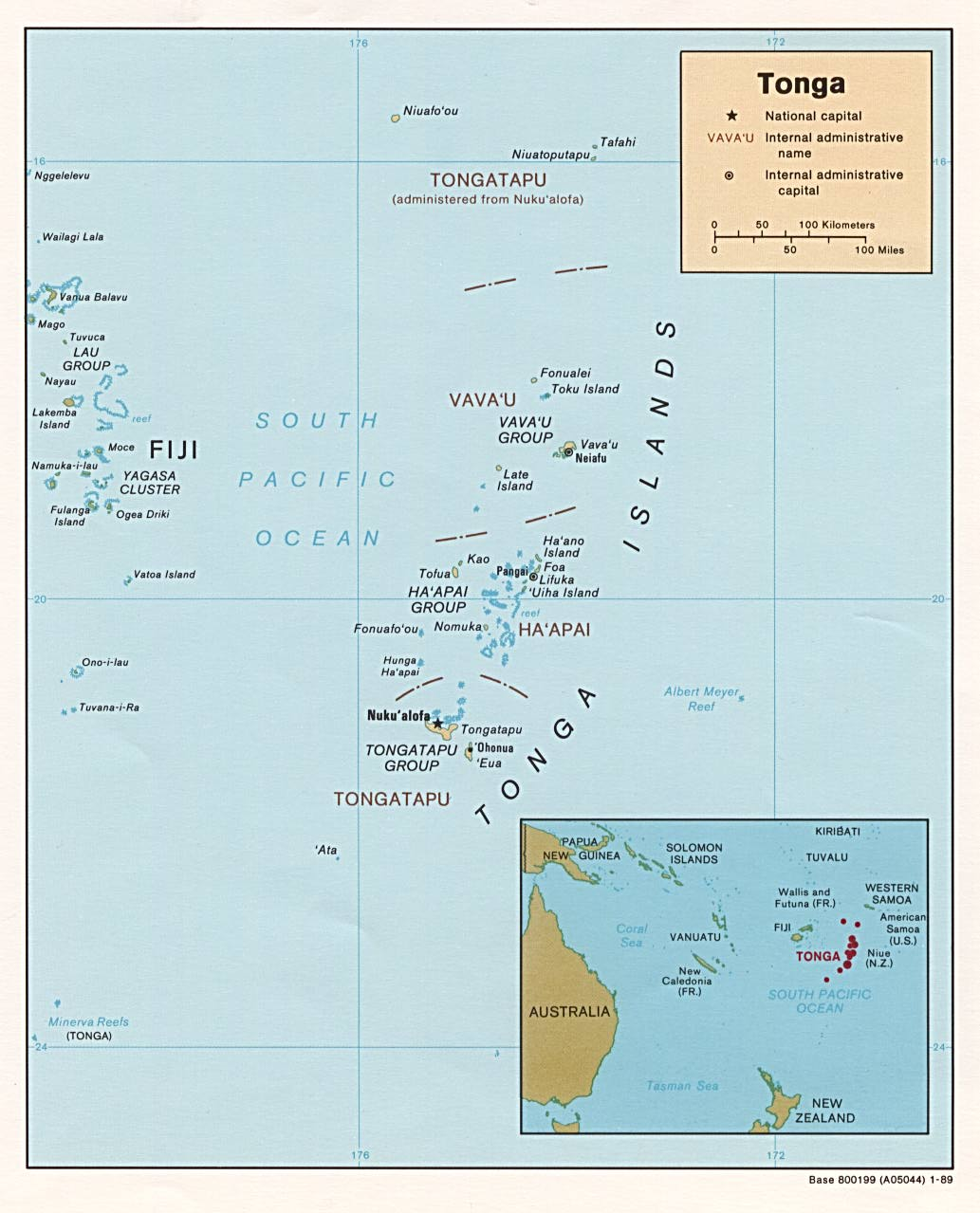

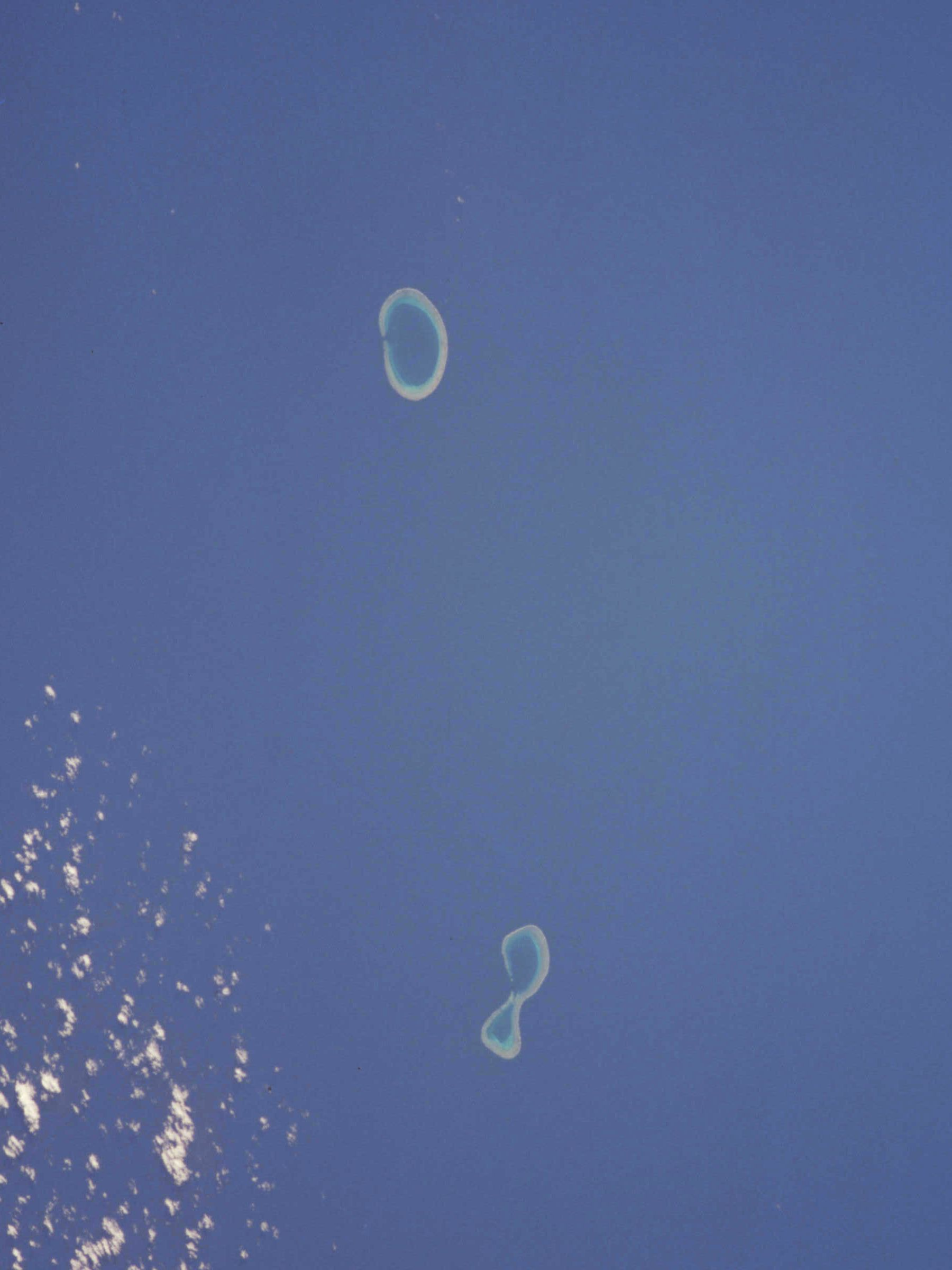
Imagem satélite dos Recifes Minerva

Os recifes Minerva (em tonganês Teleki) é um conjunto de dois recifes de coral do reino de Tonga, situados a 435 km ao sudoeste de Tongatapu e ao sudeste das ilhas Lau das Fiji. 

## Geografia
Os recifes são dois anéis de coral separados por 32 km: Minerva Norte e Minerva Sul (em tonganês Teleki Tokelau e Teleki Tonga) situados no caminho entre Tonga ou Fiji e a Nova Zelândia. São os restos de atóis submersos que só ficam visíveis com a maré baixa, alcançando a altura de 90 cm, com fundos de areia de 20 m de profundidade e com pontas de coral que chegam perto da superfície. 
O recife Minerva Sul tem forma de oito, com dois círculos de 5 km de diâmetro: o recife Este e o Oeste, e uma passagem de entrada para a lagoa interior. As suas coordenadas são: 23º 56' S 179º 8' W . 
O recife Minerva Norte também é circular com 5,5 km de diâmetro e uma estreita passagem de entrada na lagoa. Há umas torres de ferro e um farol fora de serviço construídos pela marinha dos EUA durante a Segunda Guerra Mundial. As suas coordenadas são 23º 38' S 178º 55' W . 
O uso quase universal do GPS na navegação tornou muito menor o risco que representavam. Hoje é muito habitual que os veleiros que navegam entre as ilhas do trópico e a Nova Zelândia fundeiem em Minerva, e esperem o melhor momento meteorológico para afrontar a travessia. 
Aí ficam bons locais de fundeio, sobre areia e alguma ponta de coral dispersa, nuns 13 a 20 m de água. Além da pesca e captura de mariscos, no recife propriamente dito, pode-se caminhar ao longo da praia. O fundeio é confortável, sobretudo em Minerva Norte, onde a pequena onda que se pode produzir na maré alta mal se nota. O mau tempo, ainda que raro durante o inverno, pode fazer do fundeio uma armadilha muito perigosa. 
Ao não haver "terra", as águas não estão contaminadas com partículas em suspensão, e a claridade da água é das maiores do mundo. Com mar calmo pode-se ver perfeitamente as pedras a mais de 20 metros de profundidade, de fora de água, o que faz com que o mergulho seja espetacular. 

## História
Os recifes Minerva são muito perigosos para a navegação e têm uma longa lista de naufrágios, começando talvez pelo baleeiro australiano Minerva que encalhou em 1829, no recife Sul, dando-lhes o nome. Eram então denominados Nicholson's Shoals e foi o inglês Denham, do HMS Herald, que os explorou em 1854 e batizou em memória do famoso naufrágio do Minerva. 
A tripulação do Minerva dividiu-se por três barcas e tentou chegar às ilhas Tonga. Preferiam ir a ilhas onde havia missionários do que às ilhas Fiji, que tinham fama de canibais. Mas os ventos levaram-nos finalmente a Fiji e decidiram desembarcar. Os nativos expuseram-nos como troféus em diferentes ilhas e aos poucos foram resgatados por diferentes barcos de passagem. Alguns deles, como John Twyning, acabaram por estar vinte anos nas ilhas. Twyning escreveu um livro sobre as suas experiências em massacres e banquetes canibais. 
Foi famoso o naufrágio do Tuaikaepau, um barco de Tonga que encalhou em 7 de julho de 1962, quando navegava para a Nova Zelândia. A tripulação e os passageiros salvaram-se e refugiaram-se nos restos de um cargueiro japonês que naufragara previamente. Permaneceram aí três meses, em circunstâncias horríveis, e vários morreram. Até que por desespero o capitão T´vita Fifita e alguns outros construíram um bote com os restos de madeira que sobraram do seu antigo barco, e conseguiram chegar a Fiji numa semana. Daí organizaram o resgate do resto dos companheiros. 
No outono austral de 2005 perderam-se dois veleiros em Minerva, um ao perder o agarre da âncora num forte temporal, e o outro quando navegava nas proximidades. Os tripulantes foram resgatados. 

### República de Minerva (1971-1972 e 1982)

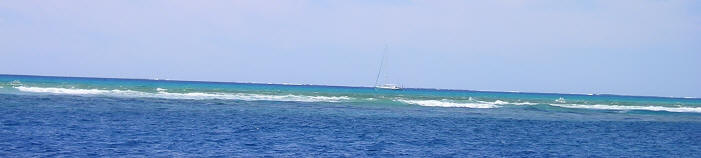
Recife

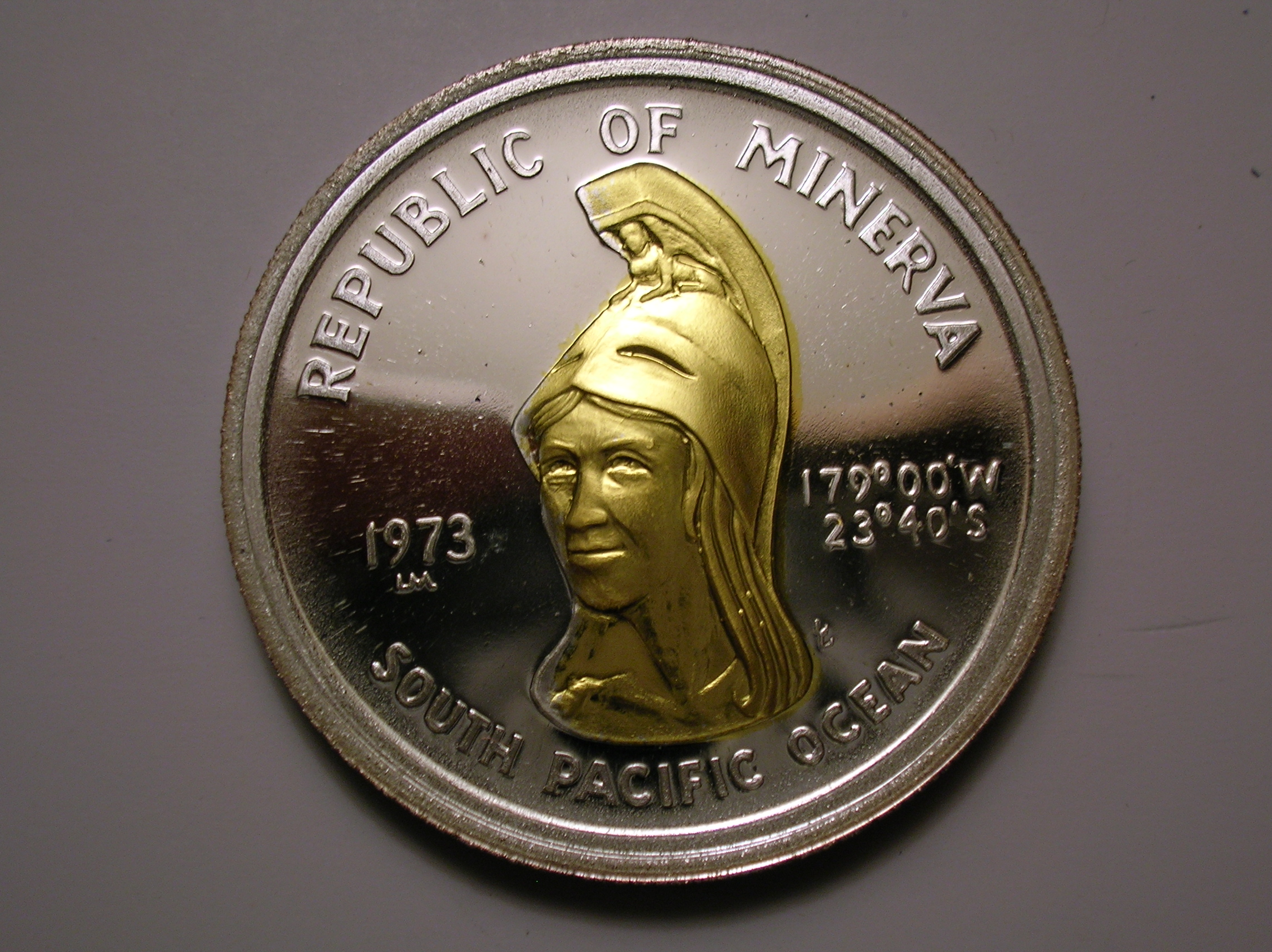
Moeda de 35 dólares de Minerva, 1973 (anverso)

A República de Minerva foi uma tentativa de criar um micro-estado artificialmente, estabelecendo a soberania sobre os recifes. O promotor foi Michael Oliver, milionário de Las Vegas. Em 1971 enviou barcos carregados de areia da Austrália para elevar o nível dos recifes sobre o mar, criando uma ilha artificial que permitiu a construção de uma torre onde se içou a nova bandeira. 
Em janeiro de 1972 a nova República de Minerva enviou a sua declaração de independência aos estados vizinhos. Até criou a sua própria moeda, o dólar de Minerva, e foi cunhada uma edição especial em prata e ouro. Em fevereiro de 1972, Morris C. Davis foi escolhido provisoriamente para presidente da república. 
Em junho de 1972 o rei Taufa'ahau Tupou IV de Tonga declarou que estendia a sua jurisdição sobre Minerva e enviou uma expedição para reclamar o território. Foi arriada a bandeira da República de Minerva e anexado o território ao reino de Tonga com o nome de Teleki. A ação de Tonga foi reconhecida pelos países do Fórum do Pacífico Sul no mesmo ano de 1972, e o presidente Davis foi despedido pelo fundador Michael Oliver. 
Em 1982 o ex-presidente Morris C. Davis ocupou de novo os recifes, com a ajuda de um grupo paramilitar norte-americano, mas foram forçados a abandoná-los pelas tropas do exército de Tonga, depois de três semanas de resistência. 
Foi uma tentativa inútil de se criar uma micronação, pois em alguns anos toda a areia foi levada pelas marés. 
Vários grupos reclamaram a soberania de Minerva, entre eles um autoproclamado "príncipe de Minerva".